# Betta miniopinna
Betta miniopinna — тропічний прісноводний вид риб з родини осфронемових (Osphronemidae), підродина макроподових (Macropodusinae).
Належить до групи видів B. coccina, яка включає B. coccina, B. tussyae, B. persephone, B. rutilans, B. brownorum, B. livida, B. miniopinna, B. burdigala, B. uberis, B. hendra. Ця група має монофілетичне походження.
Назва виду походить від латинських слів minius, що означає «яскраво-червона», та pinna, що означає «плавці», буквально «червоноплавцева».

## Опис
Розмір дорослих риб сягає 25-30 мм стандартної (без хвостового плавця) довжини, в акваріумі можуть виростати до 4 см загальної довжини.
У спинному плавці 1 твердий і 9-10 м'яких променів, в анальному 2 твердих і 25-26 м'яких. Довжина черевних плавців становить 8,7-12,0 % стандартної довжини. 30-31 луска в бічній лінії.
Основне забарвлення чорнувате. Черевні плавці червоні, кінчик білий.
Дуже схожий вид — Betta persephone з Півострівної Малайзії. Основна відмінність полягає в кількості предорсальних (до спинного плавця) й у бічній лінії лусок. Крім того, черевні плавці в B. persephone зазвичай бувають чорними, а в B. miniopinna вони червоні.

## Поширення
Вид поширений лише на острові Бінтан в архіпелазі Ріау, Індонезія (на схід від Суматри). Орієнтовна територія поширення становить 8 км².
Зустрічається в затінених, кислих водоймах, розташованих серед болотного лісу, із шаром опалого листя на дні та м'яким мулистим ґрунтом. Вид є стенотопним мешканцем чорноводних середовищ існування з м'якою кислою (pH 4,9–6) водою. Як правило, тримається на мілководді, серед шару листя, що лежить на дні.
Вид оцінюється як такий, що перебуває на межі зникнення через обмежену територію поширення, його наявність лише в одному відомому місці, а також високу ймовірність ураження середовищ існування через деградацію та розчищення торфових болотних лісів. Нинішні тенденції чисельності популяції виду невідомі. Не відомо й жодних природоохоронний заходів, спрямованих на збереження виду.

## Розмноження
Під час нересту самець будує гніздо з бульбашок, зазвичай під плавучими рослинами.

## Утримання в акваріумі
Betta miniopinna час від часу зустрічається в торгівлі акваріумними рибами.
Для двох пар цих риб достатньо акваріума на 25 літрів. Відомо, що самці, виловлені в дикій природі, поводяться надзвичайно агресивно, тому рекомендується дуже густа рослинність, щоб в акваріумі було достатньо схованок. Для оптимального утримування риб в неволі потрібно імітувати показники води природного середовища існування, Betta miniopinna повинна мати м'яку кислу воду, яка добре фільтрується.
Цю бійцівську рибку розводити легше, ніж Betta persephone. Як опору для будівництва гнізда самець використовує в акваріумі велике листя рослин або пластикові контейнери. На відміну від інших бійцівських рибок, що будують гнізда з піни, батьки не кидають і не їдять своє потомство. В акваріумі риби можуть утворювати сімейні групи, які спільно захищають територію.

## Відео
- Wild betta Miniopinna Bintan на YouTube by Lima Dua